# Броди (Коростенський район)
Броди — селище в Україні, в Ушомирській сільській територіальній громаді Коростенського району Житомирської області. Кількість населення становить 71 особу (2001).

## Населення
Відповідно до результатів перепису населення СРСР, кількість населення, станом на 12 січня 1989 року, становила 85 осіб. 
Станом на 5 грудня 2001 року, відповідно до перепису населення України, кількість мешканців села становила 71 особу.

### Мова
Розподіл населення за рідною мовою за даними перепису 2001 року:
| Мова       | Кількість | Відсоток |
| ---------- | --------- | -------- |
| українська | 71        | 100%     |

## Історія
Виникло 1950 року як поселення Ушицького торфопідприємства. Взяте на облік із присвоєнням назви 27 червня 1969 року, відповідно до рішення Житомирського облвиконкому № 313 «Про зміни в адміністративно-територіальному поділі», з підпорядкуванням Бондарівській сільській раді Коростенського району.
28 липня 2016 року включене до складу новоствореної Ушомирської сільської територіальної громади Коростенського району Житомирської області.